# Сасофелтрио
Сасофѐлтрио (на италиански: Sassofeltrio, на местен диалект Sass Feltri, Сас Фелтри) е село и община в Централна Италия, провинция Пезаро и Урбино, регион Марке. Разположено е на 468 m надморска височина. Населението на общината е 1476 души (към 2010 г.).